# شيخان كرغ
شيخان كرغ (بالفارسية: شیخان کرگ) هي قرية تقع في دشتياري في إيران. يقدر عدد سكانها بـ 430 نسمة بحسب إحصاء 2016.